# Na・ma・i・ki
『na・ma・i・ki』（な・ま・い・き）は、中山美穂の1作目のイメージビデオ。1985年11月21日にキングレコードからリリースされた（K38V-47）。

## 解説
- デビュー曲「C」及び2枚目のシングル「生意気」、そして1枚目のアルバム『C』から3曲を加えたビデオクリップ集である。
- 同年夏にイタリア・ヴェネツィアにて撮影された。
- 2003年に発売された『Miho Nakayama Complete DVD BOX』に収納されている。

## 収録曲
1. ときめき
2. 「C」
3. ガラスの雨
4. センチメンタル通信
5. 生意気